# 圣热内斯-德卡斯蒂永
圣热内斯-德卡斯蒂永（法語：Saint-Genès-de-Castillon，法語發音：[sɛ̃ ʒənɛs də kastijɔ̃]，意为“卡斯蒂永的圣热内斯”）是法国吉伦特省的一个市镇，属于利布尔讷区。该市镇总面积6.8平方公里，2009年时的人口为392人。

## 人口
圣热内斯-德卡斯蒂永人口变化图示